# Тайный знак (телесериал)
«Тайный знак» — российский телесериал, затрагивающий проблему вовлечения детей и подростков в секты. По причине своей проблематики «Тайный знак» создавался при финансовой поддержке Министерства РФ по делам телевидения и радиовещания.

## Сюжет
Сериал снимался в подмосковном городе Протвино. Действия разворачиваются в небольшом провинциальном городке, где последнее время происходят странные события: часто пропадают девочки школьного возраста, активно муссируются слухи об орудующем маньяке-одиночке и наркодилерах. По городу прокатилась серия массовых смертей людей при странных обстоятельствах. Свидетелей всех совершённых преступлений также не менее странно, но последовательно убирают. Со временем ситуация в городе усугубляется. Группа старшеклассников оказывается вовлечённой в секту. Ребята с нетерпением ждут появления бога на земле, именовавшегося «Хозяином». С приходом этого «хозяина» Баев, являющийся учителем информатики и ИКТ, а по совместительству — «учителем» религиозной секты, обещает своим подопечным «начало новой жизни».
Позже в этот город приезжает бывший военнослужащий с 16-летним сыном по имени Олег, которого Баеву также удаётся вовлечь в секту. Олег со своими приятелями всерьёз уверовали в то, что «им предназначено судьбой сыграть важную роль в жизни обитателей городка, так как они являются избранными». Областной следователь Жоголь и старший лейтенант Скворцов занимаются расследованием дела о пропавших девочках, но таинственные смерти продолжаются…
Время действия — 2002 год (календарь этого года висит на стене в кабинете мэра городка в 3-й серии 2-го сезона).

## Премьера и продолжение
Премьерный показ телесериала состоялся в апреле 2002 года на телеканале ТНТ, затем его повторы с успехом прошли на телеканалах ТВС, ТВЦ и РЕН ТВ (на последнем — несколько раз). После первого показа на телевидении «Тайный знак» был выпущен на видеокассетах несколькими, с успехом разошедшимися тиражами.
Весной 2004 года на канале ТВЦ вслед за очередным повтором первого сезона вышли второй и третий сезоны — «Тайный знак-2. Возвращение Хозяина» и «Тайный знак-3. Формула счастья». Однако, в отличие от первой части, они были практически не замечены средствами массовой информации и не имели высоких рейтингов.

## В ролях
- Юрий Мосейчук — Олег
- Дарья Семёнова — Катя
- Артур Смольянинов — Иван «Вано» Савин
- Елизавета Олиферова — Лена Забельская
- Владимир Стеклов — Жоголь
- Александр Песков — Баев
- Юрий Лахин — Владимир Сотников, отец Олега
- Марина Яковлева — мать Кати
- Борис Миронов — Павел «Гора» И. Стрельников, учитель, владелец клуба «Филин»
- Сергей Варчук — Алексей Иванович Скворцов, старший лейтенант милиции
- Александр Белявский — отец Артемий
- Екатерина Стулова — Марина
- Артём Мазунов — Игорь «Гарик»
- Алёна Семёнова — Лиля Вишневская, девушка Игоря «Гарика»
- Валерий Миначёв — «Толстый»
- Мария Бушмелева — Вера
- Юлия Пожидаева — Маша
- Юрий Меншагин — Вадим Петрович Корбут, директор школы
- Алиса Гребенщикова — ведущая «Радио Maximum» «Скрипка»
- Ирина Сушина — завуч
- Алеся Маньковская — учительница химии
- Анна Дубровская — мама Лены
- Вячеслав Дмитриев — физрук
- Виктор Уральский — дядя Федя
- Александра Назарова — бабушка Вано
- Олег Бабкин — маньяк
- Анатолий Горячев — «Интеллигент»
- Илона Шевнина — Света
- Иван Рыжиков — Ферзь
- Любовь Руденко — матушка Анна
- Андрей Гурьев, Александр Волков — телохранители

## Саундтрек
- Томас & Алеся Маньковская — Тайный знак (музыка А. Маньковской, слова И. Кормильцева)
- Би-2 — Мяу кисс ми
- Би-2 — Моя любовь
- Сплин — Моё сердце
- Сплин — Пластмассовая жизнь
- Томас — Слёзы дьявола
- Томас — Командор
- Ariana — Под испанским небом
- Виа Гра — Попытка № 5

## Факты
- Консультантом сериала являлся заведующий кафедрой сектоведения Свято-Тихонова Православного гуманитарного университета, исследователь современного религиозного сектантства А. Л. Дворкин, что указано в титрах.
- В 2005 году в Болгарии на 30-м международном фестивале телевизионных фильмов специальным призом в номинации «Фильмы для детей и юношества» была награждена третья часть трилогии под названием «Тайный знак. Формула счастья»[4]. Продюсер проекта Владимир Есинов был удостоен приза-статуэтки и диплома — за раскрытие темы противодействия негативному влиянию наркотиков на подростков[4].